# Francesco Pisani (arcivescovo)
Francesco Pisani (... – Venezia, 8 febbraio 1572) è stato un arcivescovo cattolico italiano.

## Biografia
Nacque in una famiglia del patriziato veneziano.
Il 15 dicembre 1564 papa Pio IV lo nominò arcivescovo metropolita di Nasso e Paro. Non pare però essersi mai recato nella sua sede episcopale.
Il 19 luglio 1569 papa Pio V lo trasferì alla sede di Chioggia, col titolo personale di arcivescovo. Trovandosi in quel periodo a Roma, delegò il sacerdote veneziano Andrea Marcello a prendere possesso della diocesi per procura. Il 5 marzo 1570 entrò per la prima volta nella sua diocesi.
Durante il suo episcopato si adoperò per l'applicazione dei decreti del Concilio di Trento, e nel 1570 svolse la visita pastorale alla sua diocesi, di cui però non è rimasta alcuna testimonianza.
Morì l'8 febbraio 1572 a Venezia e ricevette sepoltura l'11 febbraio seguente.

## Successione apostolica
La successione apostolica è:
- Vescovo Miler Magrath, O.F.M. Conv. (1565)
- Vescovo Nicolas Ugrinovich, O.F.M. Conv. (1565)
- Vescovo Beatus di Porta (1565)
- Vescovo Luca Antonio Resta (1565)